# Justicia huberi
Justicia huberi är en akantusväxtart som beskrevs av D.C. Wasshausen. Justicia huberi ingår i släktet Justicia och familjen akantusväxter. Inga underarter finns listade i Catalogue of Life.